# Episodi de Gli amici di papà (quarta stagione)
La quarta stagione della serie televisiva Gli amici di papà è stata trasmessa in anteprima negli Stati Uniti d'America dalla ABC tra il 21 settembre 1990 e il 3 maggio 1991.
| nº | Titolo originale               | Titolo italiano | Prima TV USA      | Prima TV Italia |
| -- | ------------------------------ | --------------- | ----------------- | --------------- |
| 1  | Greek Week                     |                 | 21 settembre 1990 |                 |
| 2  | Crimes and Michelle's Demeanor |                 | 28 settembre 1990 |                 |
| 3  | The I.Q. Man                   |                 | 5 novembre 1990   |                 |
| 4  | Slumber Party                  |                 | 12 novembre 1990  |                 |
| 5  | Good News, Bad News            |                 | 19 novembre 1990  |                 |
| 6  | A Pinch for a Pinch            |                 | 26 novembre 1990  |                 |
| 7  | Viva Las Joey                  |                 | 2 novembre 1990   |                 |
| 8  | Shape Up                       |                 | 9 novembre 1990   |                 |
| 9  | One Last Kiss                  |                 | 16 novembre 1990  |                 |
| 10 | Terror in Tanner Town          |                 | 23 novembre 1990  |                 |
| 11 | Secret Admirer                 |                 | 7 dicembre 1990   |                 |
| 12 | Danny in Charge                |                 | 14 dicembre 1990  |                 |
| 13 | Happy New Year                 |                 | 28 dicembre 1990  |                 |
| 14 | Working Girl                   |                 | 4 gennaio 1991    |                 |
| 15 | Ol' Brown Eyes                 |                 | 11 gennaio 1991   |                 |
| 16 | Stephanie Gets Framed          |                 | 25 gennaio 1991   |                 |
| 17 | A Fish Called Martin           |                 | 1º febbraio 1991  |                 |
| 18 | The Wedding: Part 1            |                 | 8 febbraio 1991   |                 |
| 19 | The Wedding: Part 2            |                 | 15 febbraio 1991  |                 |
| 20 | Fuller House                   |                 | 22 febbraio 1991  |                 |
| 21 | The Hole-in-the-Wall Gang      |                 | 1º marzo 1991     |                 |
| 22 | Stephanie Plays the Field      |                 | 8 marzo 1991      |                 |
| 23 | Joey Goes Hollywood            |                 | 29 marzo 1991     |                 |
| 24 | Girls Just Wanna Have Fun      |                 | 1º aprile 1991    |                 |
| 25 | The Graduates                  |                 | 26 aprile 1991    |                 |
| 26 | Rock the Cradle                |                 | 3 maggio 1991     |                 |